# Ghioroiu
Ghioroiu est une commune roumaine située dans le județ de Vâlcea.